# Louis de Bourbon-Parme
 (juillet 2024).
Si vous disposez d'ouvrages ou d'articles de référence ou si vous connaissez des sites web de qualité traitant du thème abordé ici, merci de compléter l'article en donnant les références utiles à sa vérifiabilité et en les liant à la section « Notes et références ».

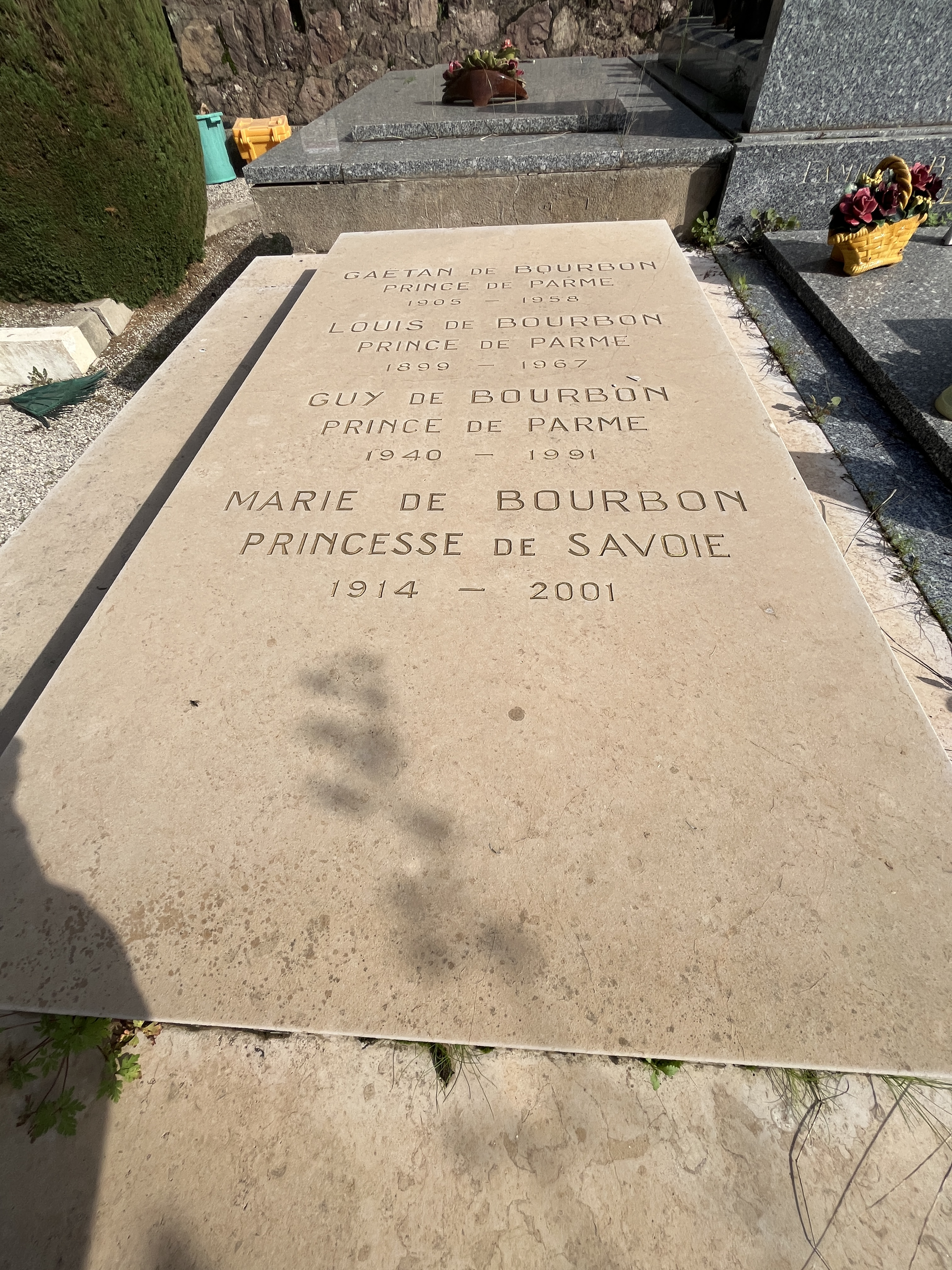
Sépulture de Louis de Bourbon-Parme au cimetière de La Napoule à Mandelieu (06)

Louis Charles Marie Léopold de Bourbon-Parme, né le 5 décembre 1899 à Schwarzau am Steinfeld et mort à Mandelieu le 4 décembre 1967, est un prince parmesan et capétien.

## Biographie
Il est le fils de Robert Ier, duc de Parme, Plaisance et Guastalla, et de sa seconde épouse, Antónia de Bragance, fille de Michel Ier de Portugal. Son père a été chassé de ses États par les armées savoyardes en 1860. 
Il fit ses études en France et en Autriche. Au cours de la Seconde Guerre mondiale, après la chute de Mussolini, il fut arrêté en 1943 par les nazis et envoyé avec sa femme, princesse d'Italie, dans un camp de concentration ; sénateur grand croix de l'ordre constantinien de Saint-Georges, chevalier de l'ordre de l'Annonciade le 23 janvier 1939 ; chevalier d'honneur et dévotion de l'ordre souverain de Malte 14 décembre 1938 ; dit le prince Louis de Bourbon-Parme.
Il est le frère cadet de l'ex-impératrice Zita d'Autriche et du prince consort de Luxembourg, Félix de Bourbon-Parme, l'oncle de la reine de Roumanie, Anne de Bourbon-Parme, et du roi Boris III de Bulgarie (qui est pourtant son aîné de cinq ans). Il est également le gendre du roi Victor-Emmanuel III d'Italie.

## Union et postérité
Marié à Rome le 23 janvier 1939 avec la princesse Marie-Françoise Anne Romaine de Savoie (26 décembre 1914 à Rome - 7 décembre 2001 à Mandelieu), fille du roi Victor-Emmanuel III d'Italie et de la reine Hélène dont :
- Guy de Bourbon Parme (1940-1991),

∞ en 1964 avec Brigitte Peu-Duvallon, postérité ;
- Rémy de Bourbon Parme (1942),

∞ en 1973 avec Laurence Dufresne d'Arganchy, postérité ;
∞ en 2003 avec Elisabeth TARDIF, sans postérité
- Chantal de Bourbon Parme (1946),

∞ en 1977 avec Panayotis Skinas, postérité,
∞ en 1988 avec François-Henri des Georges, sans postérité ;
- Jean de Bourbon Parme (1961),

∞ en 1988 avec Virginia Roatta, postérité.